# Municipio de Stock (condado de Harrison)
El municipio de Stock (en inglés: Stock Township) es un municipio ubicado en el condado de Harrison en el estado estadounidense de Ohio. En el año 2010 tenía una población de 478 habitantes y una densidad poblacional de 7,17 personas por km².

## Geografía
El municipio de Stock se encuentra ubicado en las coordenadas 40°19′41″N 81°7′49″O / 40.32806, -81.13028. Según la Oficina del Censo de los Estados Unidos, el municipio tiene una superficie total de 66.69 km², de la cual 63,74 km² corresponden a tierra firme y (4,43 %) 2,95 km² es agua.

## Demografía
Según el censo de 2010, había 478 personas residiendo en el municipio de Stock. La densidad de población era de 7,17 hab./km². De los 478 habitantes, el municipio de Stock estaba compuesto por el 99,16 % blancos, el 0,21 % eran de otras razas y el 0,63 % eran de una mezcla de razas. Del total de la población el 0,84 % eran hispanos o latinos de cualquier raza.